# ОТВ (Екатеринбург)
ОТВ (Екатеринбург) или  Свердловское областное телевидение — российский региональный телеканал, который вещает в Екатеринбурге и Свердловской области. Основан в 1997 году. «Областное телевидение» круглосуточно транслируется в 105 населенных пунктах региона, в 60 из них телеканал имеет собственные передающие станции. Является общеобязательным региональным телеканалом в кабельных сетях Свердловской области и сетевым партнёром Общественного телевидения России.

## История канала
Телеканал ОТВ начал эфир 16 февраля 1997 года. Главными учредителями стали правительство и Законодательное собрание Свердловской области, поэтому телекомпания взяла на себя задачи и функции государственного телевидения в Свердловской области. Из программ ОТВ зрители узнавали о новых законах и работе местной власти.
Тогда молодая телекомпания запустила свои первые проекты: «Женский парламент» и «Карт-бланш». 1 июля 1997 года в эфир вышел дебютный выпуск собственной информационной программы «События».
2000-е годы ознаменовались конфликтами журналистского коллектива ОТВ и руководства телеканала. В 2001 году с телеканала ушла группа репортеров информационной службы во главе с шеф-редактором Татьяной Николаевой. В 2004 году с телеканала были уволены ещё несколько ведущих, причем недовольные руководством журналисты жаловались областному премьер-министру А. П. Воробьеву на первомайской демонстрации. Конфликт получил продолжение. Группа журналистов службы новостей ОТВ публично обратилась к губернатору Свердловской области Эдуарду Росселю с жалобой на действия генерального директора телеканала Александра Миха, обвинив своего начальника в непрофессионализме. Однако Россель поддержал Александра Миха и инициаторы отставки этого генерального директора были уволены.
В мае 2006 года глава ОТВ подписал договор с федеральным телеканалом ТВ-3, согласно которому ОТВ уступило за 2 млн рублей ТВ-3 две трети «своего» эфирного времени на город Нижний Тагил сроком на 5 лет. В итоге жители второго по численности населения города Свердловской области по 18 часов в сутки вместо телепередач ОТВ на частоте канала видели только сериалы «мистического» телеканала ТВ-3. В 2008 году надзорный орган предписал прекратить такую практику и ОТВ был вынужден перестать вещать на своей частоте ТВ-3. В свою очередь ТВ-3 подал в суд на ОТВ и по мировому соглашению областной телеканал обязался заплатить неустойку в 10 млн рублей, а с 2010 года передал 18 часов в сутки своего эфирного времени в Нижнем Тагиле ТВ-3 сроком на 3 года (с правом прерывать их прямыми трансляциями).

### ОТВ с 2010 года

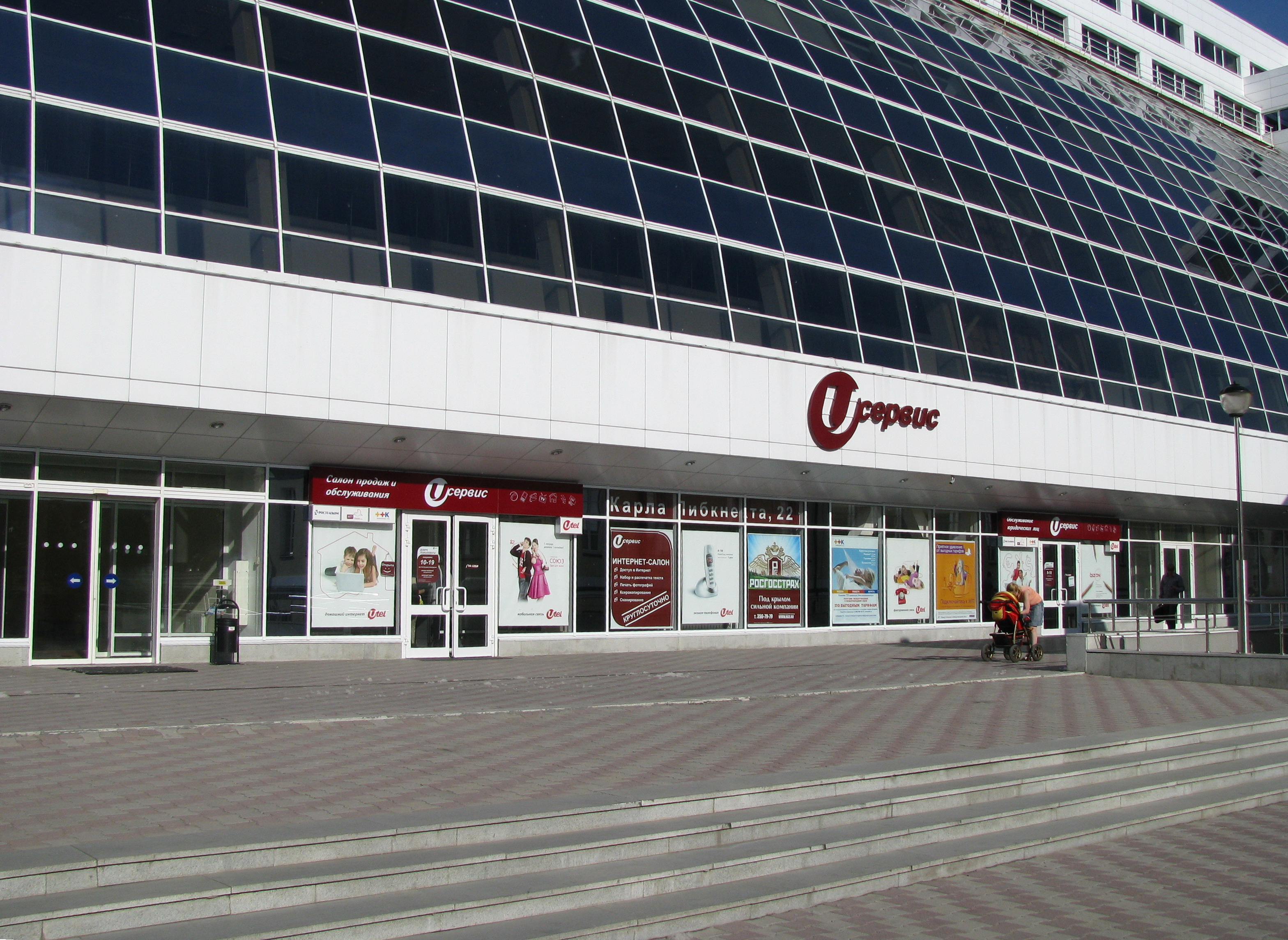
Здание в Екатеринбурге (ул. Карла Либкнехта, 22), где с декабря 2012 года находится ОТВ

После перехода губернатора Росселя в Совет Федерации в 2010 году новым генеральным директором ОТВ стал Антон Стуликов, до этого успевший побывать руководителем нескольких СМИ (в том числе генеральным директором телеканала АТН).
В конце декабря 2012 года — начале января 2013 года телеканал переехал в новый телевизионный комплекс на улицу Карла Либкнехта. Новостные сюжеты стали создаваться при помощи современной системы компьютерной вёрстки видеоновостей Dalet, а всё оборудование в телестудии и эфирном комплексе было приведено в готовность к работе в формате «высокой чёткости» HD, что позволило каналу войти в первый национальный мультиплекс цифрового телевидения.

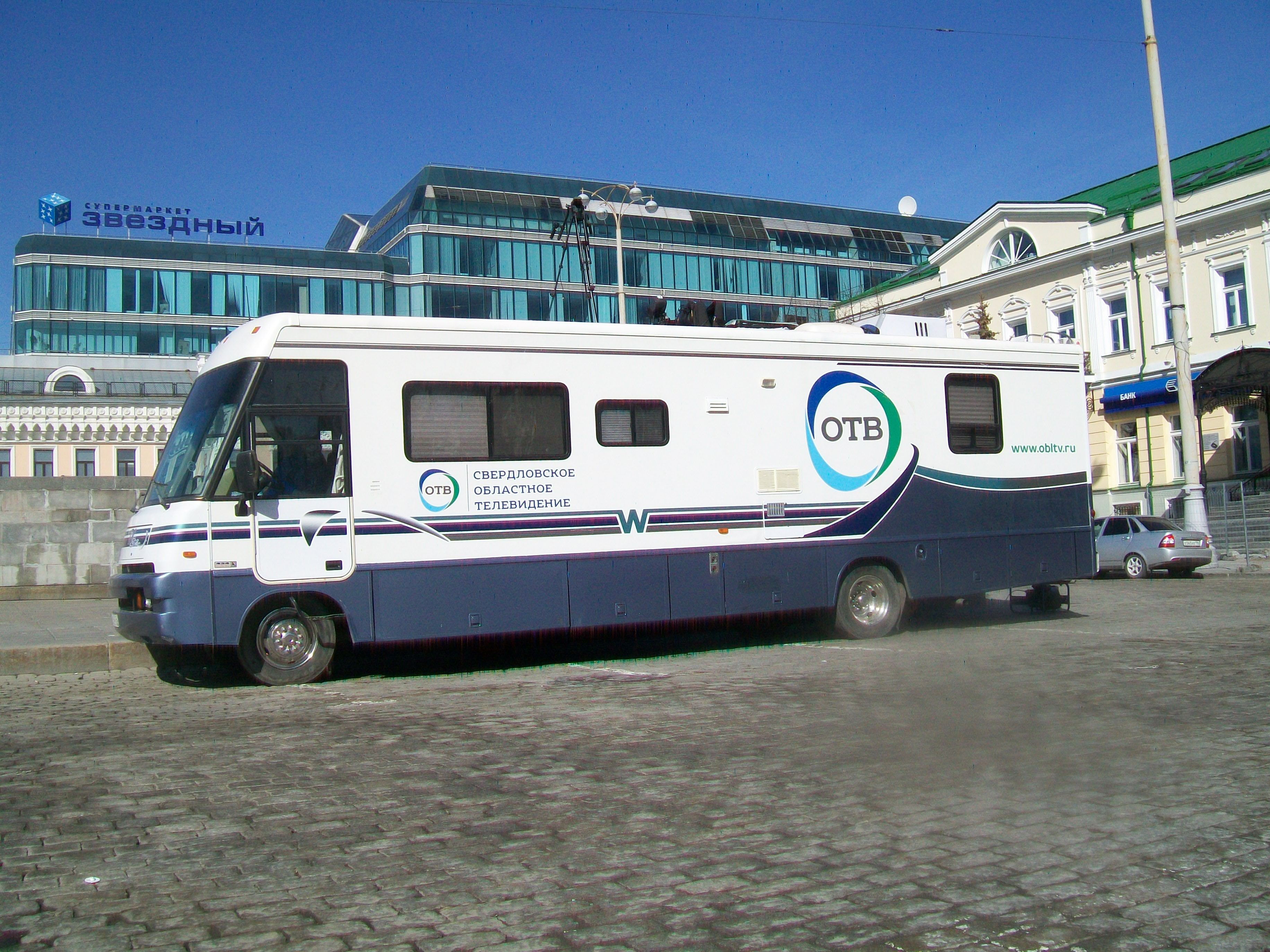
Передвижная телевизионная станция ОТВ на съёмке Первомая в Екатеринбурге (2017)

Сегодня ОТВ обеспечивает информационное сопровождение деятельности органов государственной власти Свердловской области. Программный продукт телеканала составляют блоки информационного, общественно-политического, социального, художественного, спортивного и детского вещания.
Кроме того, перед выборами в парламент Свердловской области ОТВ наравне с двумя другими «государственными» телеканалами Свердловской области предоставляет зарегистрированным кандидатам небольшой объём бесплатного эфирного времени.
Решением Федеральной конкурсной комиссии по телерадиовещанию от 8 февраля 2017 года телеканал выбран обязательным общедоступным региональным телеканалом («21-я кнопка») Свердловской области.
17 января 2018 года телеканал перешёл на формат вещания 16:9, а также начал вещание в кабельных сетях в стандарте высокой чёткости (HD).
С 29 ноября 2019 года в Свердловской области на 9 кнопке ЦЭТВ РТРС-1 в рамках региональных врезок на телеканале ОТР с 06:00 до 09:00 и с 17:00 до 19:00 идёт трансляция программ ОТВ.
В июне 2024 года телеканал начал использовать нейросеть. 

#### Конфликт ОТВ и Ура.ру

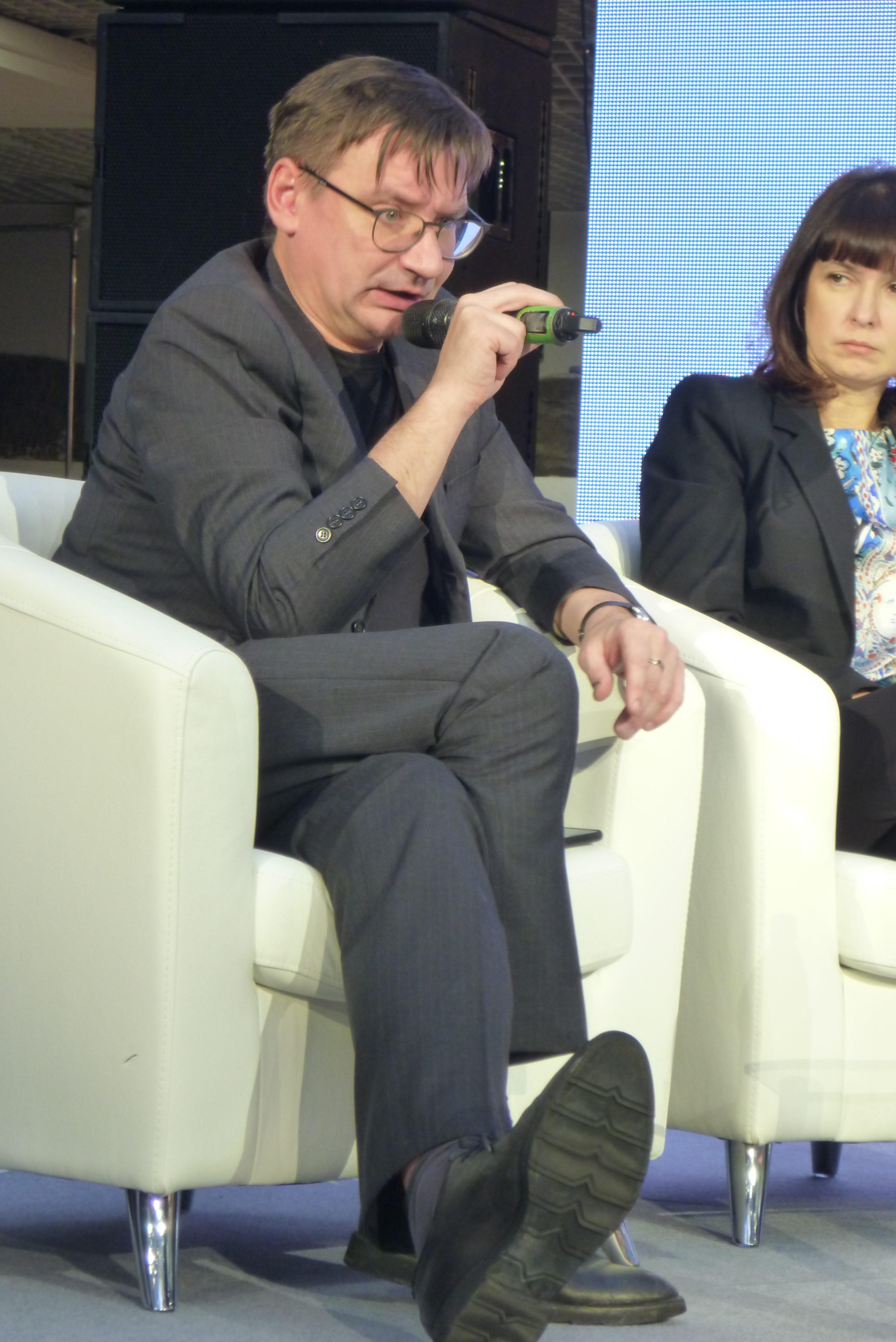
Антон Стуликов. Генеральный директор ОТВ. 23 ноября 2018 года

2012—2014 годы стали периодом серьёзного конфликта между ОТВ и известным информационным агентством Ура.ру, которое выпускает большое количество новостей по Уралу. В 2010 году ОТВ заключил с Ура.ру договор, согласно которому телеканал уплачивал Ура.ру 300 тыс. рублей в год за информационные услуги. По версии генерального директора ОТВ Антона Стуликова ему пришлось пойти на заключение этого соглашения, так как со стороны Ура.ру шли негативные публикации об ОТВ, которые было невозможно оспорить в суде и после которых рекламодатели стали отказываться от заключения договоров с ОТВ. После заключения этого соглашения, по словам Стуликова, Ура.ру перестало размещать негативную информацию об ОТВ.
В 2012 году генеральный директор ОТВ Стуликов подал заявление в правоохранительные органы на возбуждение уголовного дела в отношении основателя и шеф-редактора Ура.ру Аксаны Пановой, обвинив её в вымогательстве. Сама Панова отрицала факт вымогательства и отметила, что ОТВ заключал похожие соглашения с целым рядом СМИ. В конечном итоге в 2014 году суд признал, что Панова принуждала ОТВ к заключению сделки.

## Руководители ОТВ
Генеральные директора телеканала:
- Мих Александр Данилович (1997—2010)[11];
- Стуликов Антон Николаевич (2010-2021). В 2016 году также избран секретарем Союза журналистов России[12][13].
- Элеонора Расулова (с 2021 г.)

## Собственники телеканала
На 31 декабря 2009 года акционерами ОТВ были:
- Министерство по управлению государственным имуществом Свердловской области — 51 %;
- Компания «Талинга Менеджмент Лимитед» — 25 %;
- ООО «Инфотек» — 22 %;
- Мих Александр — 2 %.

Власти Свердловской области оказывают ОТВ значительную финансовую поддержку. Например, в 2012 году из областного бюджета выделили 56 млн руб. на техническое переоснащение телеканала.

## Телепрограммы, ведущие и корреспонденты

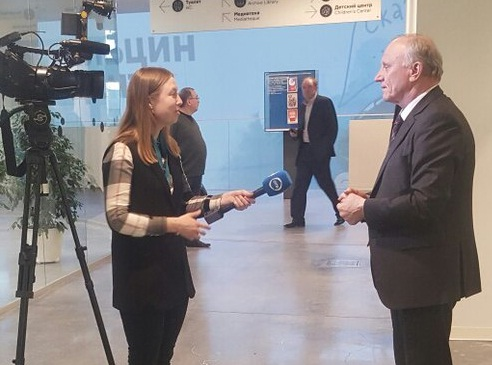
Журналистка ОТВ берет интервью у Г. Э. Бурбулиса (22 марта 2017 года, Ельцин-центр, Екатеринбург)

### Телепрограммы
В настоящее время выходят следующие программы:
- События
- События. Итоги дня
- События. Итоги недели
- События. Акцент с Евгением Ениным
- Новости ТАУ «9 1/2»
- «Урал». Третий тайм
- На самом деле
- Парламентское время
- Национальное измерение
- Патрульный участок
- Патрульный участок. На дорогах
- Патрульный участок. Итоги недели
- Рецепт
- Город на карте
- Ночь в филармонии
- Поехали по Уралу
- Погода на ОТВ

### Редакторы программы «События»
- Ирина Щекатурова (шеф-редактор)
- Екатерина Хожателева
- Татьяна Звержанская

### Продюсерский центр ОТВ
- Наталия Самойлова (шеф-продюсер)
- Анна Серова
- Юлия Достовалова

### Ведущие программы «События»
- Александр Кузнецов
- Елена Шевелёва

### Корреспонденты программы «События»
- Яна Юмакаева
- Александр Кесель
- Николай Палкин
- Анастасия Кондрашова
- Ольга Онегова
- Кристина Прилуцкая
- Ксения Коросткина

## Цензура на телеканале «ОТВ»
На телеканале существует цензура в виде недопуска в эфир определённых материалов. Эти факты признаются даже руководством телеканала. В 2012 году генеральный директор ОТВ Антон Стуликов, сообщил, что канал в отношении приобретаемых им материалов Телевизионного агентства Урала поступает следующим образом: «Если эти материалы не соответствуют действительности, мы можем их снять с эфира. И за последние два года это происходило не один раз».

## Награды и достижения
2001
- Фильм «Три великих Уинстона» Андрея Нянькина на V фестивале телепрограмм и телефильмов удостоился награды «Золотой бубен» в номинации «Культурно-просветительская программа».

2002
- Спецпроект Анастасии Анисимовой «Поющие в Чернобыле» получил премию «ТЭФИ Регион» в номинации «Журналистское расследование».

2006
- Золотая статуэтка «Добрый Ангел Мира» — символ всемирного меценатского движения и священного предназначения мецената — служения милосердию.
- Телекомпания ОТВ, единственная из негосударственных СМИ России, награждена орденом «Слава Нации» — общественной наградой, учреждённой международным благотворительным фондом «Меценаты Столетия».

2007
- Генеральный директор телекомпании ОТВ Александр Мих награждён знаком ГУВД Свердловской области «За содействие правоохранительным органам» за уникальный проект «Патрульный участок».
- В номинации «Телевизионный ведущий» на XI Международном фестивале телевизионных программ и фильмов «Золотой бубен» лучшим признан Кирилл Литовских, ведущий программы «De facto».

2008
- Благодарственное письмо от ГУ МЧС России по Свердловской области за активное сотрудничество в информировании населения в области предупреждения и ликвидации чрезвычайных ситуаций, пропаганде культуры безопасности жизнедеятельности.
- Грамота за оказание информационной поддержки Всероссийского детского турнира по мини-футболу «Путь чемпионов».
- Благодарственное письмо от правительства Свердловской области за активное участие в организации и проведении открытого Всероссийского турнира «Кубок Урала-2007» по спортивной борьбе «курэш».
- Ежегодная премия Круглого стола молодёжных и детских организаций Свердловской области. Телеканал получил специальный диплом «За значительный вклад в освещение деятельности молодёжных и детских организаций Свердловской области».
- В номинации «Телевизионный дизайн» на XII Международном фестивале телевизионных программ и фильмов «Золотой бубен» лауреатом стала телекомпания ОТВ с работой «Новое оформление канала».
- Награду «Руководитель года-2008» получил генеральный директор телекомпании ОТВ Александр Данилович Мих за личный вклад в развитие, социальную стабильность и экономические достижения компании.
- Грамота конкурса журналистов «Вместе против СПИДа в Свердловской области». В номинации «Лучший материал» победила ведущая Ирина Росинская за выпуски ток-шоу «Всё как есть», посвящённые теме СПИДа.
- Орден МВД России за борьбу с коррупцией в органах внутренних дел за проект ОТВ «Патрульный участок».

2009
- Диплом победителя IV Всероссийского конкурса телевизионных фильмов и программ, посвященных борьбе с экстремизмом, ксенофобией, расовой и религиозной ненавистью «Единение». Диплом и специальная награда вручена руководителю программы Ларисе Козловой.
- Александр Федосов стал победителем VIII Международного телевизионного экологического фестиваля «Спасти и сохранить» в номинации «Экологическое расследование» за фильм «Затянувшийся ШОК». Александру вручён приз «Золотая гагара».
- Телеканал ОТВ стал победителем всероссийского телевизионного конкурса «ТЭФИ Регион-2008» в номинации «Телевизионный дизайн» за работу «Ребрендинг телекомпании ОТВ — новое эфирное оформление программ собственного производства и универсальной студии».
- Диплом «За лучшее освещение в СМИ деятельности Законодательного Собрания в 2008 году». Телекомпания ОТВ стала победительницей среди электронных СМИ — за цикл передач «Власть народа» и «Депутатское расследование».
- Диплом «За лучшее освещение подготовки Свердловской области к саммиту ШОС». Автор и ведущий рубрики «Дневник ШОС» (программа «События недели») Александр Федосов стал победителем ежегодного конкурса среди журналистов.

2010
- Диплом за первое место в областном конкурсе на лучшее освещение деятельности Законодательного собрания Свердловской области в 2009 году среди электронных СМИ за программы «Акцент» и «Власть народа».
- Благодарственное письмо от губернатора, представителей исполнительной и законодательной власти Свердловской области.

2014
- Программа «УТРОтв» — победитель премии ЦИФРА ТВ в номинации «Развлекательная программа. Региональный телеканал».
- Специальный приз ЦИФРА ТВ от ФГУП «Космическая связь» в номинации «За развитие спутникового вещания».